# Vila Sônia (bairro de São Paulo)
Vila Sônia é um bairro de classe média situado na zona oeste do município de São Paulo no distrito de Vila Sônia. Nas últimas décadas, observa-se um crescimento imobiliário muito grande no bairro, principalmente próximo à divisa com o distrito do Morumbi, com empreendimentos para classes média e média-alta, podendo destacar-se o Shopping Butantã.
Neste bairro existe uma unidade PICs criada pela Secretaria de Promoção Social (Sepros)e pelo Programa de Integração e Cidadania (PIC). O bairro é classificado pelo CRECI como "Zona de Valor B", assim como outras áreas nobres da capital como Jardim Marajoara, Vila Olímpia e Bela Vista.